# Can Ribes (Palafolls)
Can Ribes és una masia de Palafolls (Maresme) inclosa a l'Inventari del Patrimoni Arquitectònic de Catalunya.

## Descripció
És una masia molt pròxima al nucli de Santa Maria de Palafolls, al camí del castell. La casa és de teulada a dues aigües, amb dos cossos paral·lels a la façana principal amb frontó i tres cossos perpendiculars a ella. La masia ha sofert moltes modificacions; la finestra principal, que devia ser gòtica, fou substituïda per una altra de formigó. Es conserven, però, les finestres gòtiques de les habitacions laterals. Al seu interior es conserven els rentaments de pedra, els festejadors de les finestres, el faldar i la llar de foc.